# Красное Нечасово
 Красное Нечасово  — опустевшая деревня в Тетюшском районе Татарстана. Входит в состав Федоровского сельского поселения.

## География
Находится в юго-западной части Татарстана на расстоянии приблизительно 8 км на запад по прямой от районного центра города Тетюши у речки Улема.

## История
Основано в XVIII веке. До 1940 называлась Барское Нечасово. По состоянию на 2021 год заброшена и превратилась в урочище.

## Население
Постоянных жителей насчитывалось в 1859—341, в 1897—516, в 1908—591, в 1920—511, в 1938—224, в 1949 — 226, в 1958 году —1 87, в 1970 — 76, в 1979 — 48, в 1989 — 20. Постоянное население составляло 4 человека (русские 100 %) в 2002 году, 1 в 2010.